# Эпплгейт, Джоди
Джо́ди Э́пплгейт-Кэй (англ. Jodi Applegate-Kay; 2 мая 1964, Уилинг (Западная Виргиния), США) — американская актриса, журналистка и телеведущая.

## Биография
Джоди Эпплгейт родилась 2 мая 1964 года в городе Уилинг (Западная Виргиния) (США).
В 1986—1987 года Джоди снялась в двух фильмах, а в 1992 году она начала карьеру журналистки и телеведущей. Осенью 1999 года вышла передеача передача «Later Today». Это ток-шоу, которое выходило в эфир сразу после двухчасовой передачи «Today». «Later Today» было запущено Джоди Эпплгейт, Флоренс Хендерсон и Ашей Блейк. Низкие рейтинги привели к закрытию ток-шоу в августе 2000 года. Вместо этого через 2 месяца в эфир стал выходить уже известный третий час «Today».
С 12 февраля 2011 года Джоди замужем за журналистом Маклом Кэйем, с которым она встречалась 2 года до их свадьбы. У супругов есть двое детей, рождённых суррогатной матерью — дочь Каледония Роуз Кэй (род. 05.01.2013) и сын Чарльз Эпплгейт Кэй (род. 12.11.2014).